# Johan Hallgren
Johan Hallgren, född 4 mars 1985, är en svensk roddare. 
Efter vinst av Nordiska mästerskapen 2002 i juniorklassen och tävlande på juniorvärldsmästerskapen 2003, åkte han till Storbritannien för att studera och ytterligare förbättra sin rodd. Efter 2003 har hans roddkarriär varit medelmåttig, dock hade han en vinst i Svenska sprintmästerskapen 2005.